# Náměstí republiky (Novi Sad)
Náměstí republiky (srbsky Трг републике) se nachází v hlavním městě autonomní oblasti Vojvodina, Novém Sadu v Srbsku. 

## Poloha
Náměstí se nachází v centru města, severně od Náměstí svobody. Mezi místními je známé především jako Rybí trh (srbsky Рибља пијаца), podle tamějšího novosadského tržiště. Představuje přirozenou hranici historického středu města a lokality Podbara.
Na náměstí ústí ulice: Daničićeva (z východu), Gimnazijska (ze severu a z jihu) a Kosovska (ze severu).

## Historie
Náměstí zabírá prostranství, které ještě v roce 1900 nebylo dle historických map zastavěno a kde se nacházely polnosti. Proto k němu nepřiléhá žádná reprezentativní historická budova, stojí tam pouze nižší domy. Název Rybí trh (srbsky Ribni trg) neslo ještě v roce 1938. Tržnice zde vznikla nejspíše na počátku 20. století, zprvu výhradně na prodej ryb a později zde bylo prodáváno ovoce a zelenina, jako na jiných novosadských tržnicích.
Dlouhodobě zanedbané veřejné prostranství, které představuje neformální severní okraj historického centra města, bylo v roce 2015 v západní části kompletně renovováno. Zmenšeno bylo původní parkoviště v západní části a vznikla pěší zóna. Parkovací plochy měly být původně umístěny do podzemí (jako podzemní garáž), nicméně z důvodu úspor byl tento plán zcela opuštěn. Novou dominantou náměstí se stala čtyřmetrová jezdecká socha krále Petra I. Karađorđeviće, která byla odhalena při příležitosti 100. výročí připojení dnešní Vojvodiny k Srbsku. Tržnice ve východní části náměstí byla nicméně ponechána. Nová úprava umožnila pořádání řady kulturních a společenských akcí.
V roce 2022 bylo rozhodnuto o přemístění potrubí pod náměstím, neboť plán výstavby garáže byl připravován k realizaci.